# Bạc lá

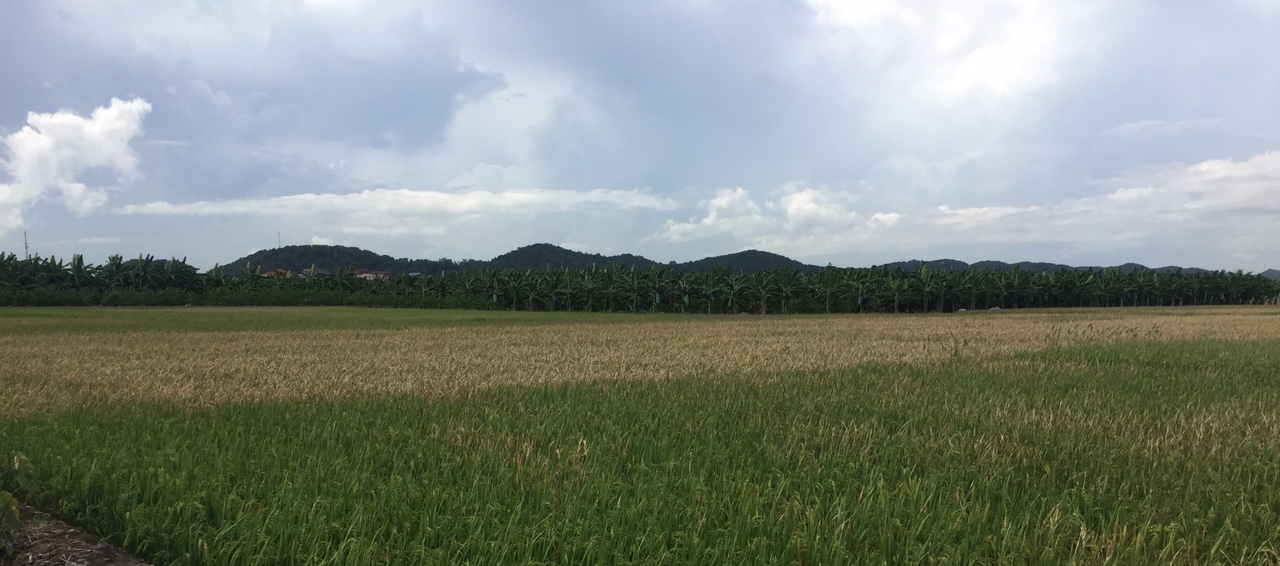
Thửa ruộng bị nhiễm bạc lá cháy khô

Bạc lá còn gọi là bệnh cháy bìa lá lúa (tiếng Anh: Bacterial leaf blight disease) là một bệnh trên lúa, do vi khuẩn Xanthomonas oryzae pv. oryzae (Xoo) gây ra, là một trong những bệnh nhiệt đới điển hình gây hại đối với nhiều vùng trồng lúa trên khắp thế giới. Bệnh có thể gây thiệt hại năng suất lúa đến 50%.

## Lịch sử
Bệnh được phát hiện đầu tiên ở tỉnh Fukuoka của Nhật Bản vào năm 1884. Ban đầu, các nhà khoa học lầm tưởng đây là bệnh có nguồn gốc sinh lý, do đất chua gây nên. Không lâu sau đó, các nhà khoa học đã xác nhận nguyên nhân gây bệnh là do vi khuẩn gây nên, vì khuẩn này thuộc loại Bacillus oryzae. Về sau, vi khuẩn này Tagami, Mizukami (năm 1962), Mizukami và Wakimoto (năm 1969) đặt tên là Pseudomonas oryzae...
Đến năm 1974, Ezuka đặt tên là Xanthomonas oryzae và được dùng cho đến ngày nay.
Từ cuối thập kỷ 60 đến đầu thập kỷ 80 của thế kỷ 20, bệnh bạc lá lúa phổ biến ở tất cả các vùng trồng lúa trên thế giới; bệnh phổ biến hơn ở các nước trồng lúa như: Ấn Độ (1990), Philippin (1957), Indonexia (1950), Trung Quốc (1957). Hiện nay, đây là bệnh vẫn tiếp tục gây hại phổ biến ở hầu hết các nước trồng lúa trên thế giới.

## Vi khuẩn gây bệnh
Vi khuẩn nhuộm màu gram âm; hình gậy hai đầu hơi tròn, có một lông roi, kích thước 1- 2 x 0,5-0,9 µm; sống trên môi trường có khuẩn lạc hình tròn, màu vàng sáp, rìa nhẵn; không có khả năng khử NO3, không có dịch hoá gelatin, không tạo ra NH3 và indol, có khả năng tạo H2S.
Nhiệt độ thích hợp cho vi khuẩn sinh trưởng 26 – 30oC, tối thiểu 0 – 5oC, tối đa 40oC; gây chết ở 53oC trong 10 phút;
Vi khuẩn sống trong môi trường có pH 5,7 – 8,5, thích hợp nhất ở pH 6,8 – 7,2.  

## Cơ chế lây bệnh

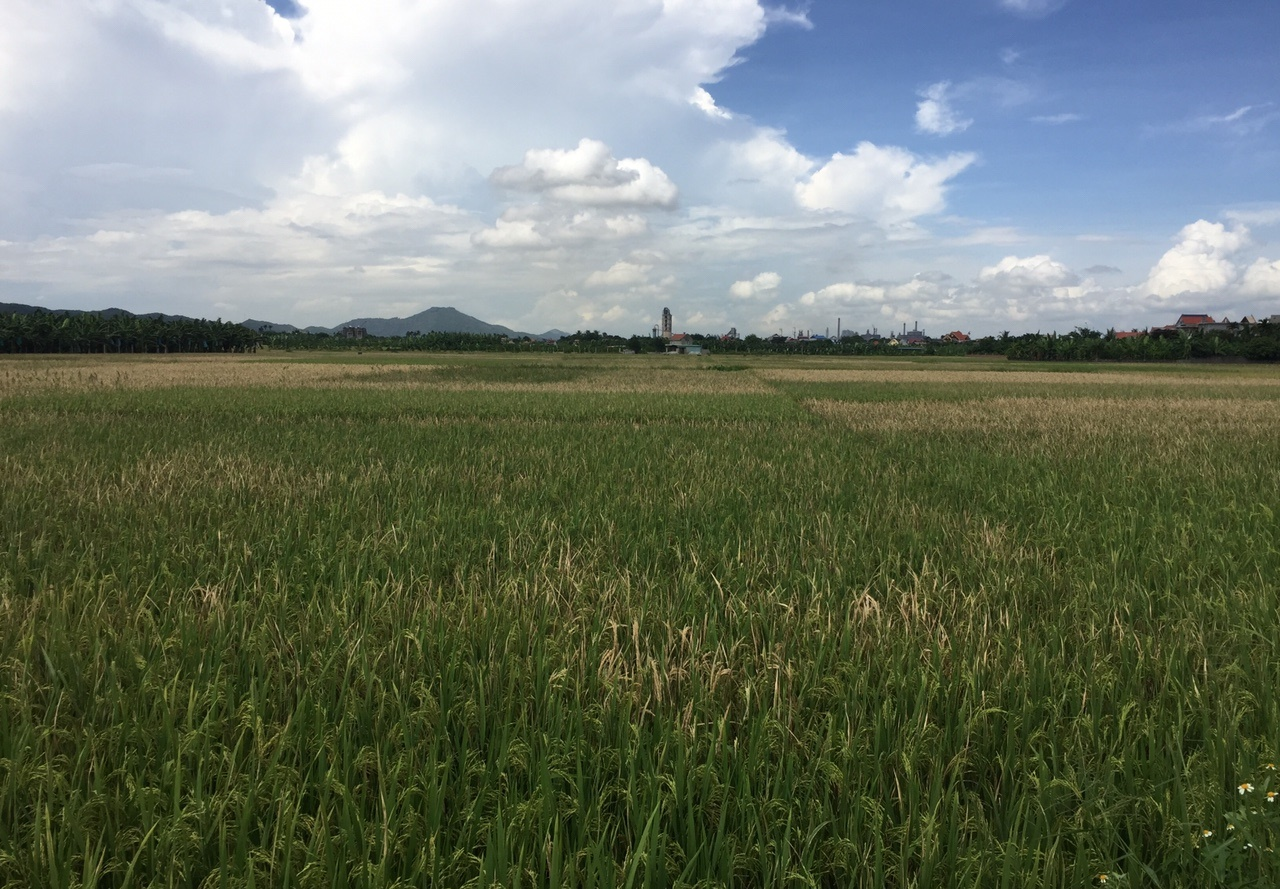
Những cây lúa nhiễm bạc lá bị cháy khô

Vi khuẩn xâm vào lúa qua thủy khổng, lỗ khí ở trên mút lá, đặc biệt qua vết thương xây xát trên lá. Khi tiếp xúc với bề mặt có màng nước ướt, vi khuẩn tiến vào bên trong các lỗ khí, qua vết thương để sinh sản nhân lên về số lượng và qua các bó mạch để dẫn lan rộng.
Điều kiện mưa ẩm rất thuận lợi cho việc phát triển của vi khuẩn. Những lá bệnh tiết ra những giọt keo chứa mầm bệnh, thông qua sự va chạm giữa các lá lúa nhờ mưa gió để truyền lan tới các lá, các cây khác. Bệnh lây nhiễm lặp lại trong nhiều đợt sinh trưởng của lúa.